# David Carstens
David Daniel Carstens, detto Dave (Strand, settembre 1914 – Johannesburg, 6 agosto 1955), è stato un pugile sudafricano.

## Palmarès

### Olimpiadi
- Oro a Los Angeles 1932 nei pesi mediomassimi.